# Cyanopepla similis
Cyanopepla similis är en fjärilsart som beskrevs av Franciscus J.M. Heylaerts 1890. Cyanopepla similis ingår i släktet Cyanopepla och familjen björnspinnare. Inga underarter finns listade i Catalogue of Life.